# Kara Karajev

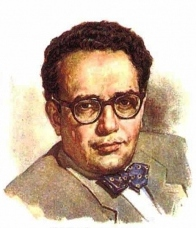
Kara Karajev.

Kara Abulfaz ogly Karajev (azerbajdzjanska: Qara Əbülfəz oğlu Qarayev, ryska: Кара́ Абульфа́з оглы́ Кара́ев) född 5 februari 1918 i Baku, död 13 maj 1982 i Moskva, var en azerbajdzjansk tonsättare och pianist.

## Biografi
Karajev studerade 1935-1938 komposition vid Azerbajdzjans musikkonservatorium och fortsatte dessa 1939-1941 vid konservatoriet i Moskva och utexaminerades av Dmitrij Sjostakovitj 1946.
Han återvände samma år till Baku, där han blev lärare vid konservatoriet och professor 1957. År 1953 blev han ordförande för Azerbajdzjans tonsättarförening, utsågs till sovjetisk folkartist 1959 och erhöll flera pris, bland annat Leninpriset 1967.
Karajev var en känd och framstående representant för musikkulturen i Sovjetunionen. Han skapade tre symfonier, av vilka den tredje för kammarorkester är mest känd. Han skrev även orkesterverk, pianostycken, operor, balett- och filmmusik.

## Verk i urval

### Orkesterverk
- Три симфонии «Памяти героев Великой Отечественной войны» (Tre symfonier. Till minnet av hjältarna från det stora fosterländska kriget)
  - Symfoni 1943
  - Symfoni nr 2 1946
  - Kammarsymfoni 1965
- Лейли и Меджнун (Lejli i Medzjun) symfonisk dikt 1947
- Хореографические картинки (Koreografiska bilder) svit 1953
- Сюита из музыки к фильму «Вьетнам» (Vietnam) filmsvit 1955
- Пассакалия и тройная фуга (Rassacaglia och trippelfuga) 1941
- Албанская рапсодия (Albansk rapsodi) 1952
- Дон Кихот (Don Kichot) symfoniska gravyrer 1960
- Поэма радости (Glädjens poem) pianokonsert 1937
- Violinkonsert 1968

### Kammarmusik
- Tre stråkkvartetter 1942, 1947 och 1962
- Sonat för violin och piano 1960
- Царскосельская статуя (Statyn i Tsarskoselo) för piano 1937
- 24 prelusier för piano 1951-1963
- Pianostycken för barn

### Sceniska verk
- Родина (Vətən, Fosterland) opera 1945
- Семь красавиц (Yeddi Gözəl, De sju skönheterna) balett 1952
- Тропою грома (İldırımlı yollarla, På åskans väg) balett 1958
- Неистовый гасконец (Den rasande gascognaren) musical 1974

### Vokalverk
- Песня сердца (Hjärtats sång) kantat 1938
- Песня счастья (Lyckans sång) kantat 1947
- Партия наша (Vårt parti) kantat 1959
- Шесть рубаи на стихи Омара Хайяма (Sex sånger av Omara Khayyám  Rubáiydt) 1946
- Романсы на стихи А. Пушкина (Två lyriska dikter av A. Pusjkin för en röst och piano) 1949